# Xyletobius ashmeadi
Xyletobius ashmeadi är en skalbaggsart som beskrevs av Perkins 1910. Xyletobius ashmeadi ingår i släktet Xyletobius och familjen trägnagare. Inga underarter finns listade i Catalogue of Life.